# ISO 31-1
A ISO 31-1 é a parte da ISO padrão internacional 31 que define nomes e símbolos de quantidades e unidades relacionadas ao espaço e tempo.